# Vernis du Japon
Pour les articles homonymes, voir Arbre à laque.
Toxicodendron vernicifluum
Espèce
Classification phylogénétique

Les fruits du vernis du Japon sont de petites drupes

Le Vernis du Japon ou Arbre à laque (Toxicodendron vernicifluum) est un arbre du genre Toxicodendron (anciennement Rhus) de la famille des Anacardiaceae qui pousse en Asie: en Chine, en Corée et au Japon, ainsi qu’en Mandchourie, dans l’Himalaya, au Népal, Pakistan et Tibet. Il a été introduit au Japon, Tadjikistan et Ouzbékistan.
Il est cultivé et exploité pour sa sève toxique, qui sert à fabriquer un vernis très résistant et brillant, nommé laque. Les collecteurs de laque incisent l’écorce de l’arbre d’où s’écoule un liquide visqueux d’un blanc laiteux, qui au contact de l’air, s’oxyde en marron rougeâtre pour finalement atteindre la teinte du noir de jais. La laque utilisée par les artisans est formée de laque brute, exposée au soleil, brassée et additionnée d’huile de tung (ou de lin).
Dans toute l’Asie du Sud-Est, des artisans l’appliquent sur les meubles et objets d’art en bois, bambou et cuir en de multiples couches fines. Ils produisent ainsi des œuvres artistiques raffinées, tout en les imperméabilisant. Des objets en bois laqué ont été trouvés en Chine et au Japon, datant de plusieurs millénaires avant notre ère.
La résine du tronc contient une forte concentration d’urushiol, une molécule toxique, qui est responsable d’éruption cutanée intensément prurigineuses (démangeant énormément) et potentiellement boursouflée.
Le vernis, les feuilles, les graines et de les fleurs du Vernis du Japon sont utilisés dans les médecines traditionnelles d’Asie orientale depuis les temps anciens.

## Étymologie
Le nom de genre Toxicodendron est composé de deux noms grecs: τοξικός toxikos, signifiant « poison » et de δένδρον dendron, signifiant « arbre » soit « arbre toxique ».
L’épithète spécifique vernicifluum est composé de deux étymons, le premier venant de l’italien vernice « vernis » et le second du latin fluo « couler, s’écouler » soit en composition « dont s’écoule le vernis ». L'italien vernice vient du latin médiéval (IXe siècle) veronice, emprunté au grec tardif βερενικη bereniké « vernis ». Le mot bereniké est soit le nom de la reine Bérénice, soit celui de la ville de Cyrénaïque où l’on aurait produit du vernis.

## Noms vulgaires

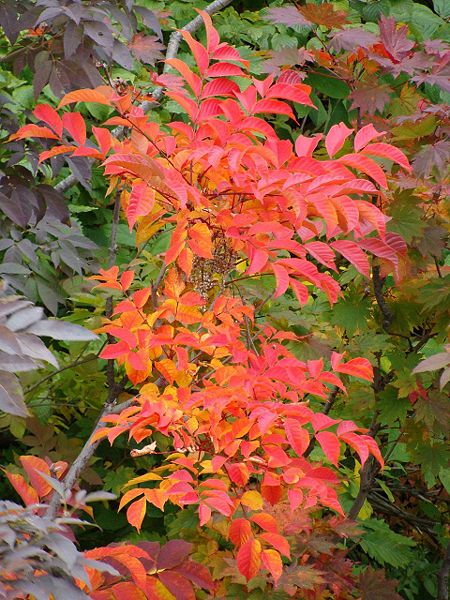
Feuillage d'automne de T vernicifluum

Deux plantes ont été qualifiées de « Vernis du Japon » : 1) Toxicodendron vernicifluum et 2) Ailanthus altissima de la famille des Simaroubaceae. Michel Chauvet et al proposent de traiter Toxicodendron vernicifluum (Stokes) F.A. Barkley comme le vrai vernis du Japon et Ailanthus altissima,comme le faux vernis du Japon ou Vernis de Chine.
De même, plusieurs plantes ont été qualifiées de « Arbre à laque » :
- Butia capitata, un palmier de la famille des Arecaceae
- Toxicodendron vernicifluum, le vernis du japon, de la famille des Anacardiaceae.

Personne n’a essayé de lever cette homonymie.
Le nom vernaculaire d’ « arbre à laque » est un calque sémantique du nom chinois qīshù 漆树 (morph. laque-arbre).

## Histoire de la nomenclature
Après la découverte de la Chine en 1513 par le navigateur portugais Jorge Álvares, les Européens s’aperçurent rapidement qu’ils n’avaient aucune possibilité pour circuler librement sur le territoire de l’empire chinois. La description de la flore chinoise par des botanistes ne put véritablement se faire qu’après le Traité de Tien-Tsin (1858) qui autorisait les étrangers à voyager dans les régions intérieures de la Chine.
Si bien que nombre de plantes chinoises, éventuellement importées au Japon, furent d’abord décrites par le médecin botaniste Engelbert Kaempfer qui put séjourner sur l’île de Dejima à proximité de Nagasaki en 1690-1692. Il publia en 1712, Amoenitates Exoticae, un compte-rendu de ses observations faites au Japon.
D’après une recherche japonaise « Bien que la plante urushi [Vernis du Japon] soit maintenant distribuée en Chine, Corée et Japon, tous les arbres de Corée et du Japon n’y sont pas indigènes mais cultivés. Les arbres urushi au Japon sont considérés comme une introduction provenant de quelque part en Chine ». Mais l’époque de l’introduction est incertaine; elle pourrait être très ancienne et remonter l’époque préhistorique.
En 1812, le médecin et botaniste britannique Jonathan Stokes décrit l’espèce sous le nom de Rhus verniciflua dans A Botanical Materia Medica 2: 164. Il fonda sa description sur un spécimen récolté au Japon par Engelbert Kaempfer (1651-1716)  et conservé à son époque au British Museum.
En 1940, le botaniste américain Barkley transfère l’espèce dans le genre Toxidendron, sous le nom de Toxicodendron vernicifluum (Stokes) F.A. Barkley, dans American Midland Naturalist 24:3 p. 680.

## Synonymes
D’après The Plant List, les synonymes sont
- Rhus succedanea var. himalaica Hook. f.
- Rhus succedanea var. silvestrii Pamp.
- Rhus verniciflua Stokes

## Description
Le Toxicodendron vernicifluum est un arbre à feuille caduque pouvant atteindre 20 m de haut.
Les feuilles imparipennées de 25–30 cm, portent de 9 à 13 folioles opposées, des pétiolules pubescents, chaque foliole avec un limbe ovale à ovale-elliptique de 6-13 x 3-6 cm, membraneux à papyracé, à bord entier, dessous pubescent jaune, et apex aigu ou acuminé.
L’inflorescence est une panicule (grappe de grappe), de 15-30 cm, jaune grisâtre finement pubescente et des pédicelle de 1–3 mm. Les fleurs sont fonctionnellement unisexuelles ou bisexuelles, 5-mères. Les lobes du calice sont ovales, d’environ 0,8 mm. Les pétales vert jaunâtre, oblongs, env. 2,5 × 1,2 mm. L’ovaire globuleux porte 3 styles.
L’infrutescence pendante porte des drupes symétriques, de 5-6 x 7-8 mm, à épicarpe mince et un mésocarpe épais et cireux.
La floraison a lieu en mai-juin et la fructification en juillet-octobre.
La sève contient des composés allergisants comme l'urushiol, qui tire son nom du nom japonais de cette espèce urushi  (漆). Son simple contact peut provoquer d'importantes démangeaisons. Au cours du processus de séchage, l’urushiol forme une structure hautement polymérisée avec de l'oxygène et une enzyme d'oxydation, la laccase. Les films de laque complètement séchés possèdent des propriétés physiques utiles telles que la durabilité, la résistance thermique, la résistance chimique, la résistance à l'humidité, les propriétés isolantes et la capacité de produire des brillants élevés et de repousser les insectes (Yu et al, 2021).

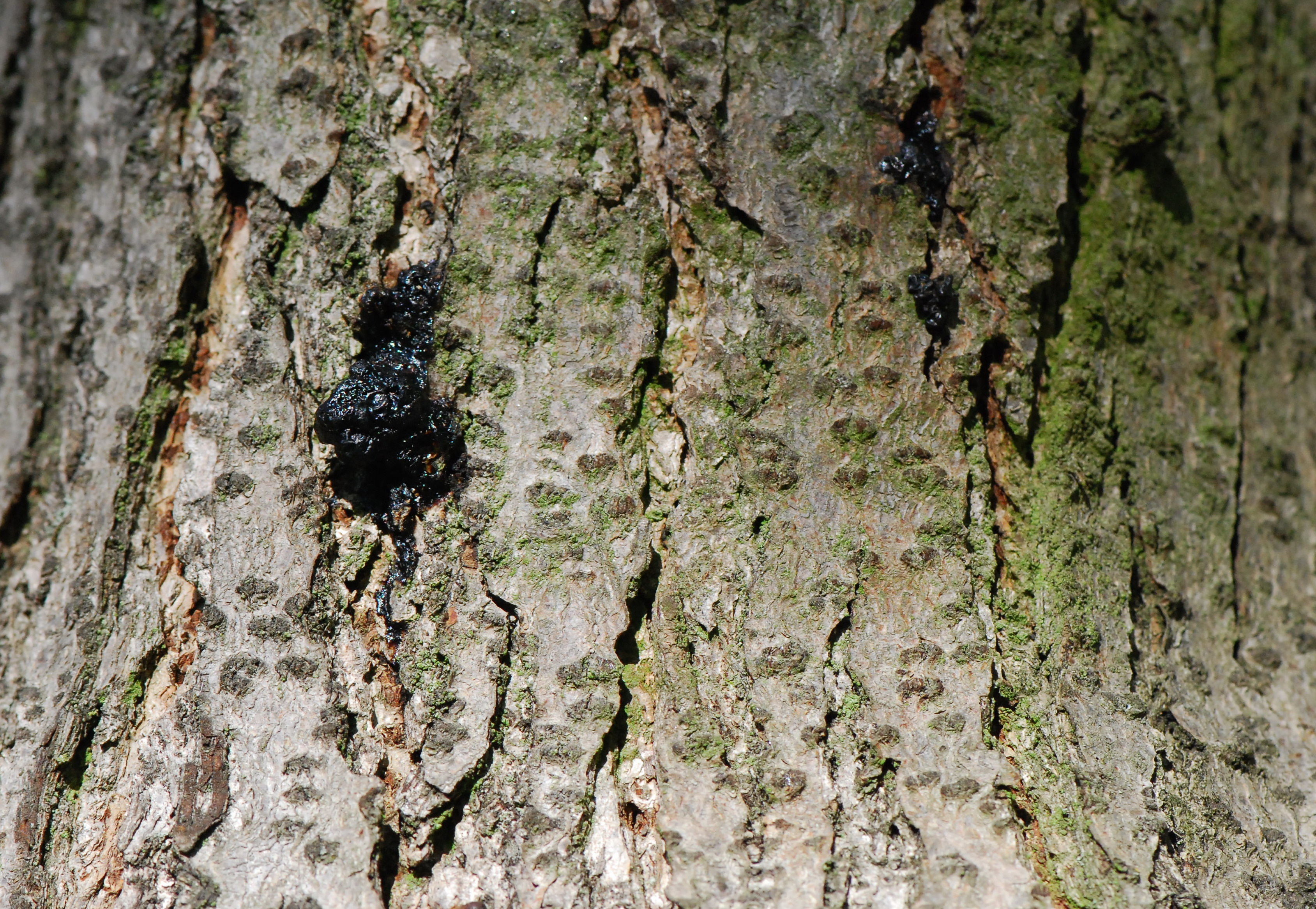
T. vernicifluum, tronc exsudant de la sève, Arboretum de Paris
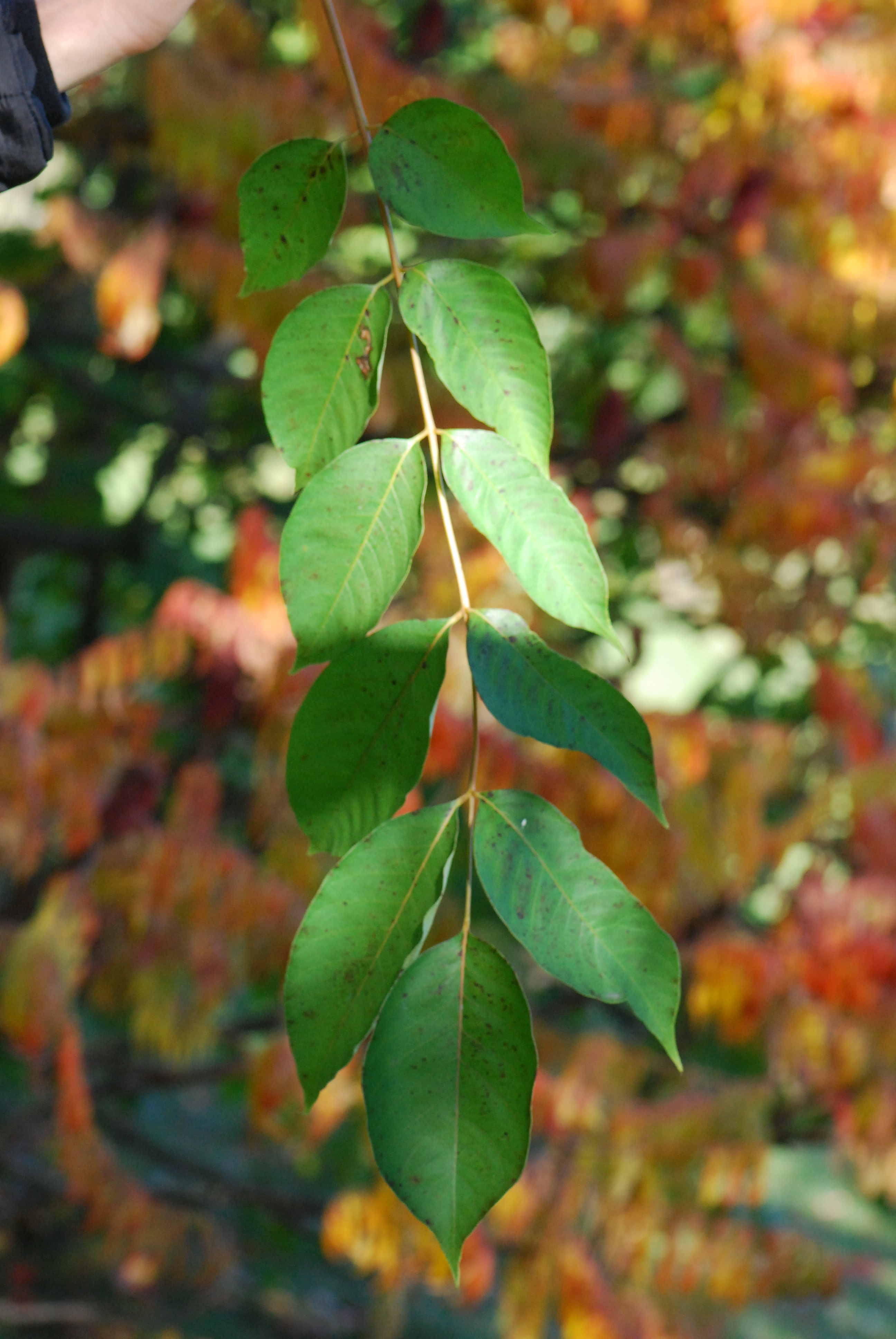
Feuille imparipennée
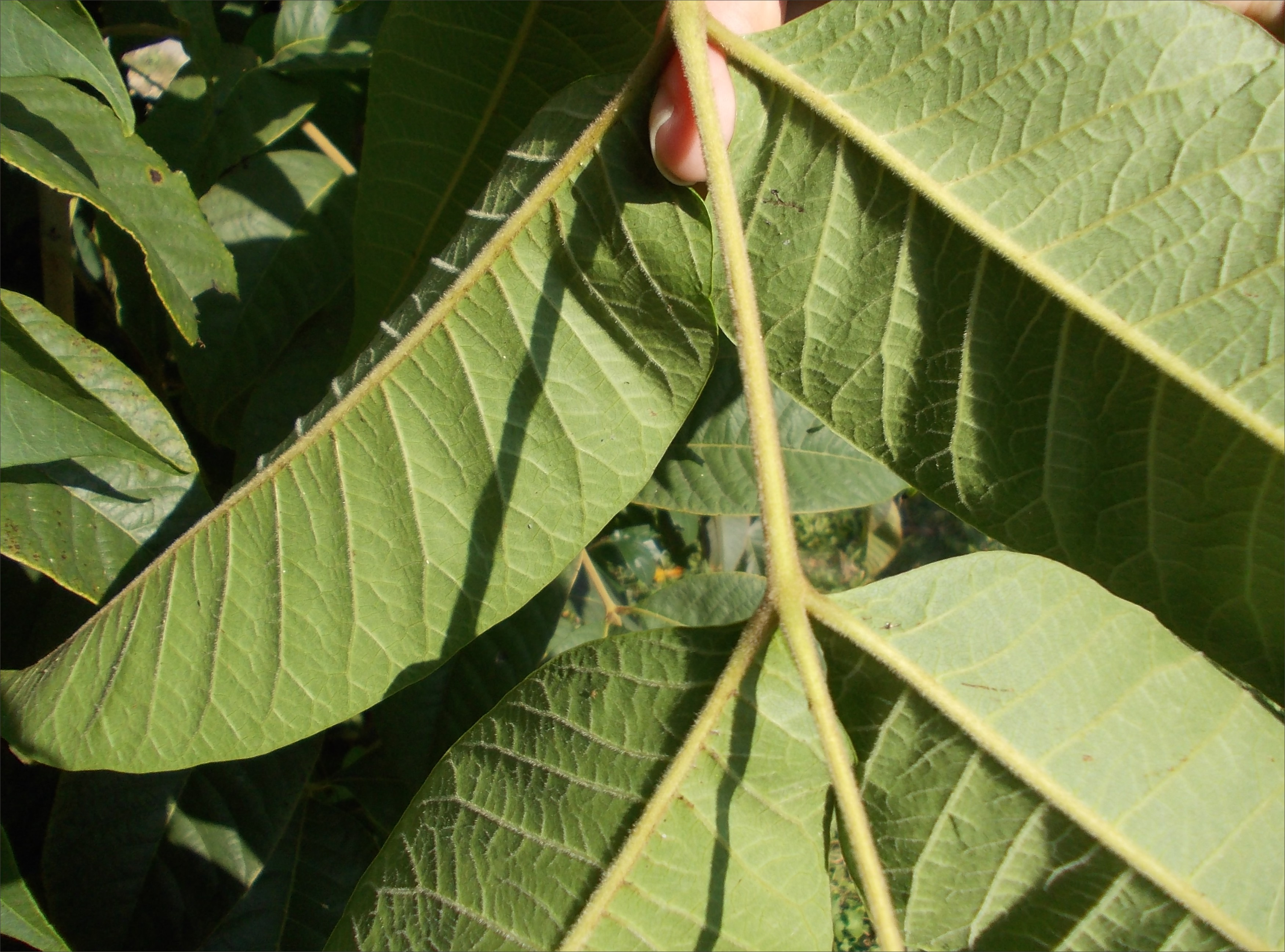
Pétiole, nervures pubescents
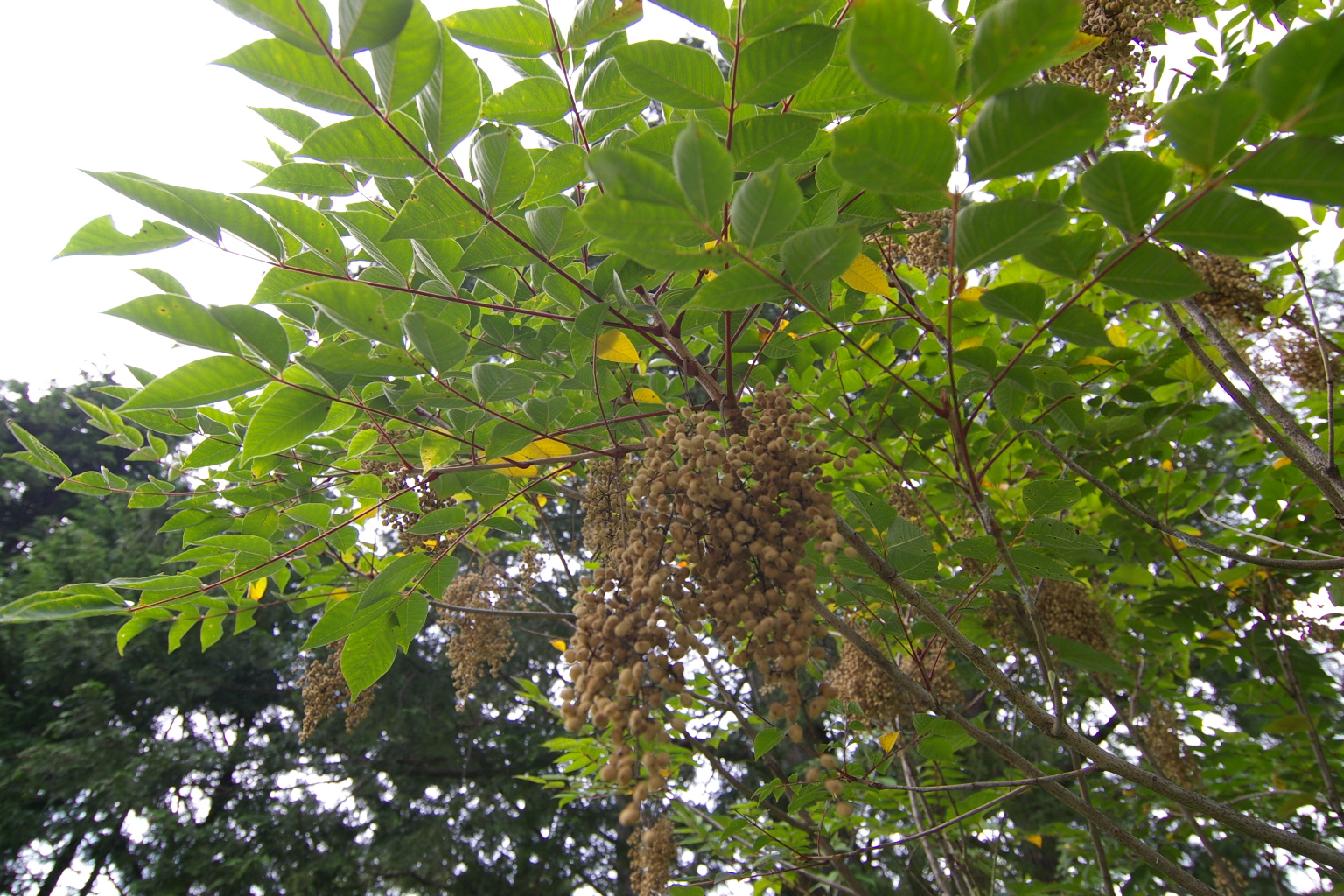
Les fruits sont des drupes

## Distribution et habitat

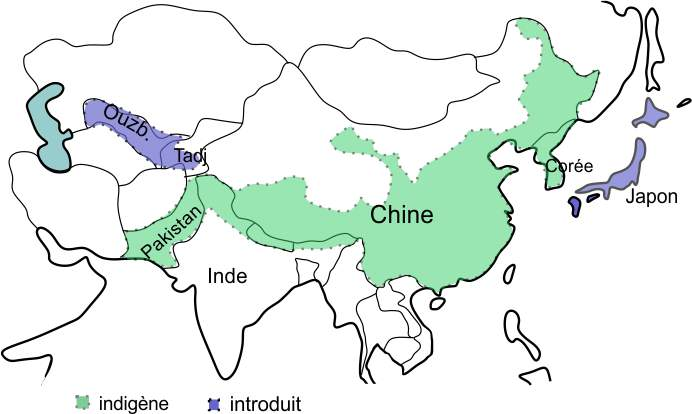
Distribution de Toxicodendron vernicifluum (d'après POWO)

L’espèce Toxicodendron vernicifluum est indigène en Chine (provinces de : Anhui, Fujian, Gansu, Guangdong, Guangxi, Guizhou, Hebei, Henan, Hubei, Hunan, Jiangsu, Jiangxi, Liaoning, Shaanxi, Shandong, Shanxi, Sichuan, Xizang, Yunnan, Zhejiang).
Elle pousse dans les forêts de collines et de montagnes entre 800 et 2 800 m. Elle est largement répandue dans les zones montagneuses entre 21° et 42° de latitude nord, des monts Qinba (秦巴山地 monts Qinling et Daba, cours supérieur de la rivière Han) et le plateau Yunnan-Guizhou. La production de laque brute se fait principalement dans le Yunnan, Sichuan, et Guizhou alors que le Fujian est réputé pour la fabrication d’objets laqués. Selon les données météorologiques de plus de 20 xian producteurs de laque du Sichuan, la température moyenne annuelle de la zone est de 8-17 °C, les précipitations annuelles sont de 1 000–1 600 mm et l’humidité relative de 70–85 %.
Elle croît aussi en Corée, Japon et Inde.
Toutefois les botanistes des Jardins de Kew considèrent qu’elle est indigène en Chine, Himalaya, Corée, Mandchourie, Népal, Pakistan, Tibet, et qu’elle a été introduite au Japon, Tadjikistan et Ouzbékistan (voir carte).

## Toxicité
La résine du tronc contient une forte concentration d’urushiol, une molécule toxique. L’urushiol est un mélange de plusieurs dérivés du catéchol (ou pyrocatéchol).
Le contact avec la peau de la résine peut provoquer chez les individus préalablement sensibilisés des dermatites de contact allergiques aigües pouvant être sévères. L'urushiol est responsable d’éruptions cutanées intensément prurigineuses (démangeant énormément) et potentiellement boursouflées qui peuvent persister pendant des semaines quel que soit le traitement. Et chaque exposition supplémentaire à l'urushiol peut provoquer des réactions cutanées de plus en plus graves. Les traitements actuellement disponibles pour la dermatite de contact à toxicodendron ne sont pas satisfaisants, n'atténuent souvent que légèrement les symptômes tandis que la maladie s'estompe lentement d'elle-même.

## Utilisations
L’arbre à laque fournit du bois d’œuvre, de la laque brute et des fruits dont on extrait une huile et de la cire.
Le fruit de l’arbre à laque est une drupe (comme la cerise et la mangue) formée de trois couches :
1. l’épicarpe (la peau extérieure) est membraneux
2. le mésocarpe (la chair) est une couche cireuse jaune clair ou gris-vert, dont on peut extraire la « cire de laque » (qīlà 漆蜡)
3. le noyau contenant la graine (ou amande), dont on peut extraire l'« huile de laque » (qīzǐ yóu 漆籽油)

La cire de laque et l'huile de laque sont toutes deux des corps gras, mais leur composition chimique est assez différente. Les principaux acides gras de la cire de laque sont l'acide palmitique et l'acide oléique, tandis que le principal acide gras de l'huile de laque est l'acide linoléique, avec une fraction massique de plus de 60 %.
Un mu (soit 1/15 d’hectare) d’arbres à laque fournit en moyenne par an 12 kg de laque brute et 500 kg de fruits. Lesquels peuvent produire 120 kg de cire de laque, 25 kg d’huile de laque et 350 kg de farine de tourteau de graines.

### Histoire de la culture de la laque
En 1978, les archéologues ont trouvé en Chine un bol en bois laqué vermillon datant du 5e millénaire avant l’ère commune. Il appartient à la culture de Hemudu (vers 5 500–3 300 ans av. J.-C.) située près de l’embouchure du Yangzi. En tout, une vingtaine d’objets laqués ont été découverts sur ce site. La laque apparait au Japon sensiblement à la même époque, à la première moitié du Jōmon archaïque, entre -4000 et -3000.

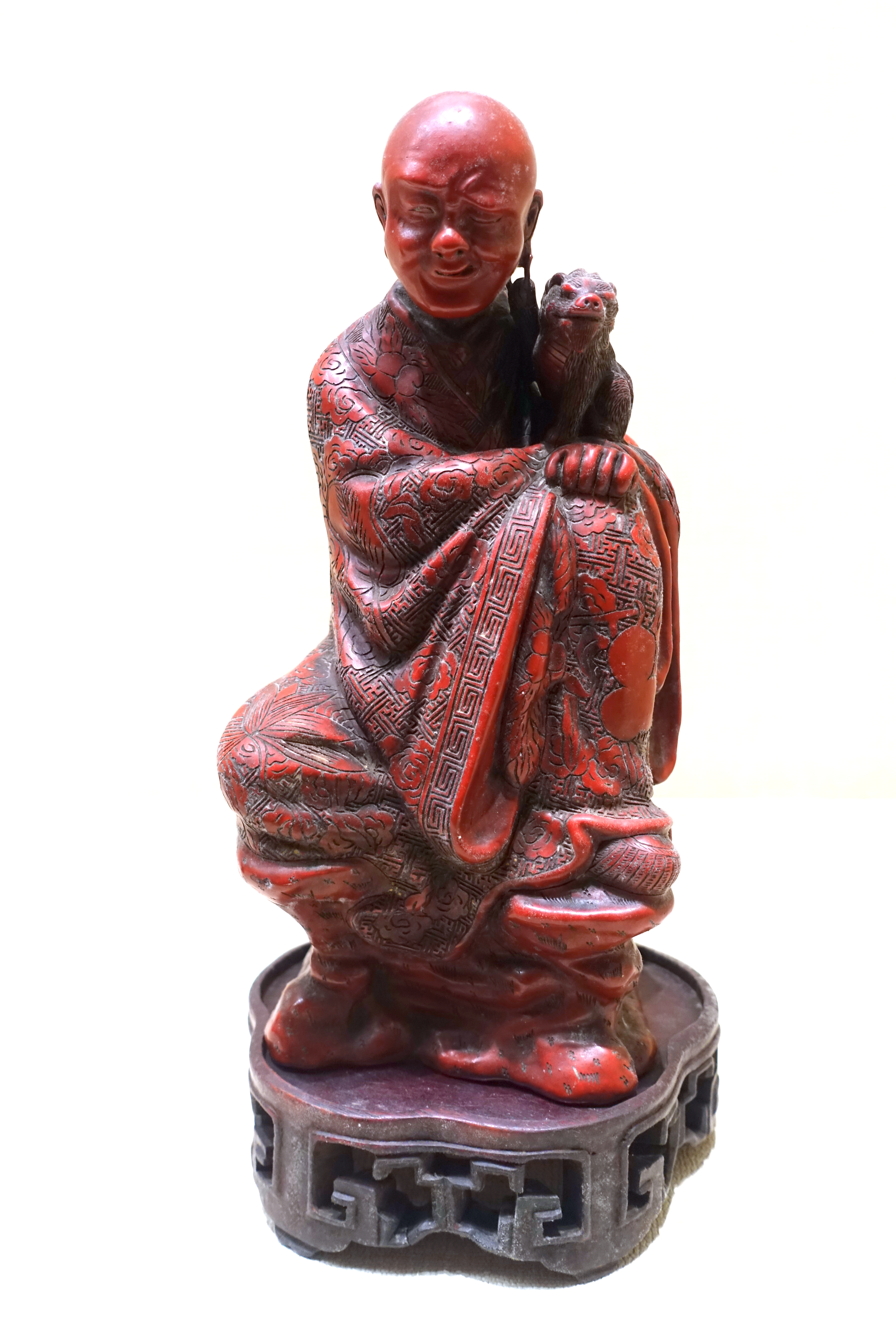
Figurine laquée

En Chine, la culture des arbres à laque a commencé à l’époque des Printemps et Automnes (de -771 à -453) et s’est renforcée sous les Han occidentaux (de -206 à +9) où de grandes surfaces ont été plantées. Depuis les années 1970, de vastes étendues de forêts d’arbres à laque et de forêts mixtes (d’arbres à laque et de pins) ont été ensemencées par avion dans le sud-est du Sichuan.
L’art de la laque s'est développée ensuite dans toute l'Asie du Sud-Est. Appliquée sur des objets en bois, bambou ou cuir, elle les protège en les imperméabilisant et permet de faire des œuvres artistiques raffinées.
L’application de la laque cuite (élaborée avec de l'huile de tung) sur les surfaces en bois se fait en superposant de multiples couches très fines. Les premières couches sont très adhésives, renforcent la résistance aux chocs et protègent le support de l’humidité. Puis entre les couches successives suivantes, il faut laisser sécher, poncer et polir. Il faut environ un mois pour laquer un meuble.

### Récolte de la laque
Si on se reporte aux écrits des missionnaires en Chine du début du XVIIIe siècle, la récolte de la sève de l’arbre à laque se faisait ainsi:

« L’été est la seule saison où l’on puisse tirer le vernis des arbres; il n’en sort point durant l’hyver & celui qui sort au printemps ou en automne, est toujours mêlé d’eau: d’ailleurs ce n’est que pendant la nuit que le vernis coule des arbres: il n’en coule jamais pendant le jour.
  Pour tirer le vernis, on fait plusieurs incisions de niveau à l’écorce de l’arbre autour du tronc, qui selon qu’il est plus ou moins gros, peut en souffrir plus ou moins.[...]
  On se sert pour faire ces incisions, d’un petit couteau fait en demi-cercle. Chaque incision doit être un peu oblique de bas en haut, aussi profonde que l’écorce est épaisse,& non pas d’avantage. Celui qui la fait d’une main, a dans l’autre une coquille, dont il insère aussitôt les bords dans l’incision autant qu’elle peut y entrer: c’est environ un demi-pouce chinois. Cela suffit pour que la coquille s’y soutienne sans autre appuis. Ces coquilles fort commune à la Chine, sont plus grandes que les plus grandes coquilles d’huître qu’on voye en Europe. On fait ces incisions le soir, & le lendemain on va recueillir ce qui a coulé dans les coquilles. Le soir on les insère de nouveau dans les mêmes incisions, & l’on continue de la même manière jusqu’à la fin de l’été. »

— (Description de l’empire de la Chine, de JB. Du Halde).

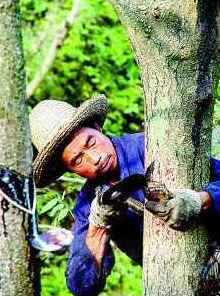
Le coupeur de laque incise le tronc. À gauche: la laque coule dans une coquille (Chine)

De nos jours, la technique de récolte de la laque (appelée gēqī 割漆 « couper [l’arbre à] laque » en chinois) rappelle la technique de gemmage du pin des Landes. La meilleure période de récolte de la laque est de juin à septembre. Elle se fait dans des forêts naturelles ou des plantations. Elle consiste à pratiquer deux incisions obliques en forme de V dans l’écorce jusqu’au niveau du tissu conducteur de la sève (ou phloème) et d’insérer en dessous une coupelle (souvent une coquille d’anodonte chinois de la taille d’une coquille Saint-Jacques, voir photos,). Les collecteurs de laque reviennent plus tard récupérer dans un long tube de bambou, les quelques gouttes écoulées dans chaque coquille. Ils verseront ensuite ce récipient dans un tonneau en bois scellé avec du papier huilé pour le stockage.
La laque sortant de l’arbre est appelée « laque brute » (shengqi 生漆  ou tǔqī 土漆) alors que celle qui a été oxydée en étant exposée au soleil, brassée, puis mélangée à de l’huile de tung (ou l’huile de lin ou de térébenthine), s’appelle « laque cuite » (shuqi 熟漆).
Le liquide visqueux qui s’écoule de l'arbre est d’abord d’un blanc laiteux puis s’oxyde en environ deux heures, en prenant une teinte marron rougeâtre. La laque qui sèche longtemps sur les outils, les vêtements ou la peau devient noire. Car la couleur de la laque brute, une fois que son urushiol se soit oxydé au contact avec l’air, est noire de jais (brillant naturellement). Comme le dit le proverbe « Si on ne dit pas la couleur de la laque, c’est qu’elle est noire ». Cette laque brute servait jadis principalement à peindre les cercueils.
Longtemps en contact avec la laque fraiche, certains collecteurs de laque font parfois des allergies cutanées et il suffit alors qu’ils en respirent l’odeur pour réagir fortement. Ils doivent endurer des démangeaisons extrêmes et des ulcérations. Les collecteurs disent qu’« ils ont été mordu par l’arbre », si bien que pas mal de gens ont peur de « l’arbre qui mord » jiaorenshu 咬人树 – le surnom de l’arbre à laque. Cependant les bols et baguettes laqués ont été en usage pendant des siècles, par ceux qui pouvaient s’offrir ces produits de luxe raffinés et très chers. Mais les dermatologues ont signalé que le contact avec la vaisselle laquée pouvait provoquer des dermatites de contact (Park et al, 2020).
Les collecteurs (coupeurs de laque gēqījiàng 割漆匠) qui partent travailler dans les forêts sauvages de montagnes, loin de tout, dormant dans les cabanes misérables, devant endurer les fortes pluies, les orages violents, les crues éclaires qui emportent les chemins, se méfier des bêtes sauvages, serpents et moustiques, doivent aussi pour leur travail monter haut dans les arbres pour faire de nombreuses encoches superposées et parfois endurer des allergies de contact très douloureuses, sans se gratter. Ce dur labeur permet de récolter une demie livre de laque brute par arbre et par an, vendue 50 yuans soit 7 €.
Au Sichuan, la collecte de la laque a longtemps été gérée suivant le « modèle extractiviste » s’appuyant sur des collecteurs qui devaient se rendre dans les forêts sauvages au moment de la récolte. Mais cet usage sur une trop longue période, exerce une trop forte pression sur la ressource sauvage qui finit par se raréfier. Le modèle est non durable. De vastes zones de reboisement artificiel ont bien été réalisées ces dernières années, mais elles n’ont pas toutes commencé à être exploitées pour la collecte de la laque. Si bien qu’en Chine, en ce début du XXIe siècle, la superficie des arbres à laque cultivés ne représente même pas la moitié de celle des années 1980.
La laque est chère et a tendance à s'effacer devant la concurrence de divers revêtements chimiques efficaces et bon marché.

### Alimentation
Des amandes du fruit de l’arbre à laque, il est possible d’extraire une l’huile alimentaire, nommée « huile de laque » (qīzǐ yóu 漆籽油 ou qīshù yóu 漆树油). C’est une huile végétale d’excellente qualité se présentant souvent à l’état solide. En Chine, on la rencontre souvent au Yunnan.
Dans certaines régions de Corée du Sud, les habitants consommaient ces feuilles avec de la sauce piquante comme une salade. Il existe aussi, en Corée du Sud, des plats avec du poulet ou du canard piqué de branches d'arbre à laque ainsi que du riz cuit en ragoût avec le canard. L'ensemble du plat est toxique, et seule une partie de la population peut le consommer, prétendant au passage que ce plat serait bon pour l'estomac et fortifiant.
Une recette consiste à farcir un poulet avec de l’ail, puis de le faire bouillir pendant trois heures dans de l’eau avec de l’écorce de l’arbre à laque. L’écorce est retirée avant de servir. Le plat sent la médecine chinoise et a une saveur légèrement amère. Ce plat est disponible partout en Corée mais apparemment peu de gens le mangent car il peut provoquer une réaction allergique de tout le corps, des dommages au foie et aux reins, voire la mort.
Actuellement, les restaurants et les entreprises qui utilisent l'arbre à laque, doivent avoir obtenu une autorisation du service d'hygiène alimentaire, qui demande d’éliminer l'urushiol.

### Médecines traditionnelles
Le vernis, les feuilles, les graines et de les fleurs du Vernis du Japon sont utilisés dans la médecine chinoise depuis les temps anciens.
L’ouvrage fondateur de la matière médicale chinoise, le Shennong bencao jing (aux alentours du début de l’ère commune) a consacré une notice à la « laque sèche » gānqī 乾漆, provenant de la résine sèche de l’arbre à laque. Bien que la laque brute (fraîche) soit allergisante, la laque sèche est classée parmi les substances médicinales « piquantes, chaudes et non toxiques » (xīn, wēn, wúdú  辛，溫，無毒). Elle « fortifie le centre, reconnecte les tendons et les os, reconstitue la moelle et le cerveau, calme les cinq organes zàng, [traite] les cinq relâchements et les six tiraillements […]. La laque brute débarrasse des vers longs. Consommée longtemps, elle allège le corps et permet de résister au vieillissement (qingshen, nailao 轻身, 耐劳) » (Shennong bencao). Il s’agit probablement d’une drogue utilisée par les milieux alchimistes taoïsants et les fangshi, les spécialistes des techniques pour atteindre l’immortalité. L’allègement du corps permettait de devenir léger comme les Immortels, capables de voler parmi les nuages au niveau des sommets des montagnes.
On peut aller directement au point culminant de la longue tradition des pharmacopées (bencao) chinoises : la Bencao gangmu (1593) de Li Shizhen, car elle offre une œuvre majeure joignant à la compilation méthodique des informations des pharmacopées précédentes, des informations philologiques, historiques et naturalistes. Li Shizhen classe la « laque sèche » (gānqī 乾漆 / 干漆) parmi les drogues non toxiques wudu, mais remarque que « de nos jours, la laque marchande est mélangée avec de l’huile de tung qui est donc très toxique ». Il reprend les indications thérapeutiques du Shennong bencao, y compris les considérations des chercheurs d’immortalité. Il recommande aussi la laque sèche contre les infestations par les vers intestinaux des enfants. Pour les femmes ayant des règles douloureuses, « prendre un liang de laque fraîche, faire bouillir durant le repas, ajouter un liang de laque sèche, mettre en pilules. Prendre 3 ou 4 pilules, avec du vin de céréale chaud. Ne pas prendre si vous craignez la laque ». Pour les hommes souffrant de hernies ou de douleurs liées aux flatulences, mêmes règles que précédemment. De nombreuses autres propriétés thérapeutiques sont données.
Li Shizhen recommande aussi l’usage de la « feuille de l’arbre à laque » (qīyè 漆葉) faite par le chercheur d’immortalité taoïste Ge Hong dans Baopozi « Fan Ah prit des herbes ordinaires comme les feuilles d’arbre à laque, les feuilles de bette, et il vécut 200 ans, ses oreilles et ses yeux restant suffisamment subtils pour qu'il puisse tenir les aiguilles d'acupuncture pour traiter la maladie. Ces faits récents ont été rapportés et commentés par les historiens très fiables ». Il indique les graines (qizi 漆子) contre les saignements et les fleurs de l’arbre à laque (qihua 漆花) pour la craniosynostose et la distension abdominale chez l’enfant.
Comme en écho avec ces pratiques anciennes, les moines bouddhistes qui pratiquent l'art de la sokushinbutsu utilisent de la sève de l'arbre dans leur ascèse. Ils cherchent de leur vivant à obtenir une momification de leur corps, pour devenir bouddha.
Une étude phytochimique du bois de cœur de Toxicodendron vernicifluum a conduit à l'isolement de vingt-cinq composés, dont seize flavonoïdes, un flavonolignane, un chromone, quatre dérivés de l'acide benzoïque, deux triterpènes et deux stérols.
Les flavonoïdes (butéine et sulfurétine) sont des antioxydants ayant des effets inhibiteurs sur les processus avancés de glycation. Des études de l’activité antioxydante, anticancer du poumon et antibactérienne d’extraits de l’écorce, des graines de l’arbre à laque, ont montré que T. vernicifluum est potentiellement bioactif.
Cet arbre semble avoir un effet anticancer important. Certains de ses composés inhibent d'ailleurs des points de contrôle immunitaires (CTLA-4 et PD-1).